# どっきん松山号
どっきん松山号（どっきんまつやまごう）とは、かつて大阪府堺市と愛媛県松山市の間に運行されていた夜行高速バスである。

## 路線概説
高速バス路線開設ブームの中、すでに運行されていたオレンジライナーえひめ号（大阪梅田 - 松山市駅）に対抗するかたちで新設された路線である。後発ということもあり、全く同一の設定では立ち行かないと考えられたことから、大阪側の起点を難波・堺に設定したため、西日本ジェイアールバスと当時のJR四国（現在のジェイアール四国バス）に加え、同じく当時の南海電気鉄道（現在の南海バス）も参入することになった。
愛称は、当時JR四国が行っていたキャンペーンのキャッチフレーズ「どっきん四国」からとったもので、行き先である「松山」をつけたものである。南海では「サザンクロス号」という統一愛称があったため、南海の発行するパンフレットでは「サザンクロス（どっきん）松山」となっていた。
しかし、利用状況が低迷したため、1998年2月限りで運行休止となった。当初1年間休止となっていたが、その後運行再開されることはなく、廃止となった。

## 歴史
- 1990年（平成2年）8月10日：運行開始[2]。
- 1998年（平成10年）2月28日：この日限りで運行を休止[1]。

## 運行概況

### 運行会社
- 西日本ジェイアールバス
- 南海電気鉄道（当時）
- 四国旅客鉄道（当時）

### 経路
堺市駅 - 堺東駅 - 堺駅 - なんば高速バスターミナル - 大街道 - 松山駅

### 使用車両
3社とも、独立3列シート便所付のスーパーハイデッカー（三菱エアロクィーンM）が使用されていた。

## 付記
- 往復割引乗車券には、ドリーム号の「ドリーム&ドリーム」にならって、「どっきん&どっきん」という愛称がつけられていた。
- 2003年8月1日より、大阪駅・難波（JR難波駅） - 松山間に「松山エクスプレス号」の運行を開始し、大阪 - 松山線にJRバスが再び参入し、事実上の復活となった。（ただし、南海電気鉄道のバス部門を分社化した南海バスは参入せず）明石海峡大橋経由で、一部の便には徳島県内の高速道路上バスストップにも停車している。